# Les C. Copeland
Pour les articles homonymes, voir Copeland.
Leslie C. Copeland, mieux connu sous le nom de Les C. Copeland était un pianiste et compositeur de musique ragtime. Né en 1887 au Kansas, il laissa des fameux rags. Un de ses célèbres morceaux s'appelle "French Pastry Rag", composé en 1914. Il est mort en 1942 à San Francisco, à l'âge de 54 ans.

## Liste des œuvres
1909
- Cabbage Leaf Rag (A Superb Ragged Melody) - A Rich Two StepCabbage Leaf Rag, (1909)

1911
- Invitation Rag
- What the Engine Done

1912
- The Dockstader Rag

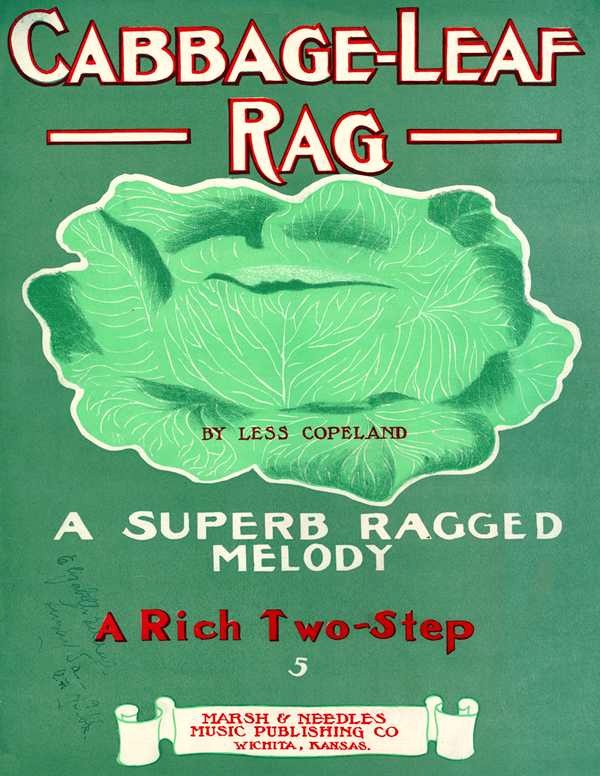
Cabbage Leaf Rag, (1909)

- Good Resolutions (avec Jean C. Havez)
- Honeymoon Days (avec Jean C. Havez)
- Melody Man (avec Jean C. Havez)
- Luxury [avec Neil O'Brien]

1913
- Les Copeland's 38th Street Rag
- 42nd Street Rag [avec Jack Smith]

1914
- French Pastry Rag

1915
- The Old Soaken Bucket

1916
- Race Track Blues
- Rocky Mountain Fox
- Bees and Honey Rag
- Twist and Twirl

1917
- I Ain't Married No More [avec Rennold Wolf]
- Texas Blues

1919
- Save Your Money, John [avec Alex Rogers]

1925
- Ivoryland